# クリーム (yamaの曲)
「クリーム」は、yamaの2作目のオリジナル楽曲。2020年にYouTubeにて公開された。再生回数は、287万回を記録している。(2020年11月現在)

## 概要
ミュージック・ビデオは2020年5月27日に公開された。
「青い柵」「煙を飲んだ」などの歌詞が日常的であると人気を集めている。
脳MUSIC 脳LIFEは「鬱々たる主人公の日常が映されています。yamaさんの重くかすれた歌声が、主人公の憂鬱を象徴するようです…」と評した。

## 収録曲
| 全作詞・作曲: くじら、全編曲: さぶろう、さんかくずわり。 |              |        |            |      |
| #                                                        | タイトル     | 作詞   | 作曲・編曲 | 時間 |
| 1.                                                       | 「クリーム」 | くじら | くじら     | 3:38 |
| 合計時間:                                                | 合計時間:    | 3:38   |            |      |